# O Leopardo (filme)
O Leopardo (original: Il Gattopardo) é um premiado filme de 1963 do diretor italiano Luchino Visconti, baseado no romance homônimo, traduzido de Il gattopardo, escrito por Giuseppe Tomasi di Lampedusa. Estrelado por Burt Lancaster, Claudia Cardinale, Alain Delon e Mario Girotti (Terence Hill) entre outros, o filme foi o vencedor da Palma de Ouro do Festival de Cannes, no ano de seu lançamento.
O filme, sob a direção do milanês Luchino Visconti (1906–1976), recria a atmosfera vivida nos palácios da aristocracia durante o conturbado reinado de Francisco II das Duas Sicílias e o Risorgimento — longo processo de unificação dos Estados autônomos que originaram o Reino de Itália, em 1870. O cenário político italiano é reconstituído com o intuito de interferir em dilemas dos personagens ficcionais. Trata-se de uma adaptação do romance homônimo de Giuseppe Tomasi di Lampedusa (1896–1957), publicado postumamente, que usa a queda da monarquia de Bourbon no Reino das Duas Sicílias e sua anexação ao então Reino da Sardenha, governado pela dinastia Saboia.
O personagem principal do filme, Dom Fabrizio Salina (Burt Lancaster) foi inspirado no avô do escritor, príncipe de Lampedusa.

## Elenco
- Burt Lancaster como Dom Fabrizio Salina
- Claudia Cardinale como Angelica Sedara
- Alain Delon como Tancredi Falconeri
- Paolo Stoppa como Dom Calogero Sedara
- Rina Morelli como princesa Maria Stella Salina